# Richard Culek
Richard Culek (* 1. April 1974 in Liberec) ist ein ehemaliger tschechischer Fußballspieler.

## Vereinskarriere
Culek begann 1980 mit dem Fußballspielen bei Slovan Liberec. 1992/93 wurde der Mittelfeldspieler zum ersten Mal in der Ersten Mannschaft eingesetzt und verhalf der Mannschaft zum Aufstieg in die 1. Liga.
In der folgenden Erstligasaison kam er auf insgesamt 18 Spiele, in denen ihm ein Tor gelang. Im Herbst 1994 wurde Culek an Švarc Benešov ausgeliehen und machte dort 14 Spiele. Benešov stieg ab, Culek wechselte zum Chemnitzer FC in die 2. Fußball-Bundesliga. Dort kam er in der ersten Saison auf 20 Spiele, konnte den Abstieg des CFC in die Regionalliga Nord jedoch nicht verhindern. Er zog sich eine Knieverletzung zu und wechselte als Amateur zurück zu Slovan Liberec. Wegen seiner Verletzung konnte er viele Monate nicht spielen und begann 1997/98 zunächst in der B-Mannschaft von Slovan.
1998/99 unterschrieb er einen Profivertrag auf ein Jahr und kam auf 16 Einsätze. Nachdem er sich mit Slovan nicht auf einen neuen Vertrag einigen konnte, wechselte Culek zu Bohemians Prag. 2000 wechselte er zum belgischen Verein SK Lommel und steuerte acht Tore zum Aufstieg in die Erste Division bei. 2001/02 gelangen ihm sechs Tore in 31 Erstligaspielen. 2002 wechselte er zum KVC Westerlo, lief dort aber nur ein Mal auf und ging zurück nach Lommel. 2004 wurde Culek vom FC Brüssel verpflichtet, wo er zu den Leistungsträgern gehörte. Im Sommer 2009 kehrt der Mittelfeldspieler nach Tschechien zurück und schloss sich dem Zweitligisten Viktoria Žižkov an. Von 2010 bis 2014 spielte er für den belgischen Amateurverein Bocholter VV und beendete dort seine aktive Karriere.

## Nationalmannschaft
Culek absolvierte in den Jahren 1993 und 1994 fünf Spiele für die tschechische U-21-Nationalmannschaft. Seinen einzigen Treffer erzielte er bei seinem Debüt am 7. Juni 1993 beim 3:2-Erfolg über Brasilien beim Turnier von Toulon.